# Jules Olivier
Pour les articles homonymes, voir Olivier (homonymie).
Jules Olivier est un homme politique français né le 6 novembre 1891 à Apremont (Haute Saône) et mort le 18 juin 1955 à Saint-Denis (La Réunion). Instituteur puis directeur d'école primaire, il entre au Sénat français en tant que sénateur de La Réunion le 7 novembre 1948 puis devient maire de Saint-Denis de La Réunion le 3 octobre 1953. Il exerce ces deux fonctions jusqu'à sa mort,. Il a en outre été directeur du lycée Michelet à Paris et élu au conseil général de La Réunion.